# 6663 Tatebayashi
6663 Tatebayashi este un asteroid din centura principală de asteroizi.

## Descriere
6663 Tatebayashi este un asteroid din centura principală de asteroizi. A fost descoperit pe 12 februarie 1993 la Oizumi de Takao Kobayashi. Asteroidul prezintă o orbită caracterizată de o semiaxă mare de 2,67 ua, o excentricitate de 0,13 și o înclinație de 13,8° în raport cu ecliptica.